# Euthyroides
Euthyroides är ett släkte av mossdjur. Euthyroides ingår i familjen Euthyroididae.
Euthyroides är enda släktet i familjen Euthyroididae.
Kladogram enligt Catalogue of Life:
| Euthyroides | \| \| Euthyroides episcopalis \| \| \| \| \| \| Euthyroides jellyae \| \| \| \| \| \| Euthyroides simplex \| \| \| \| |
|             | \| \| Euthyroides episcopalis \| \| \| \| \| \| Euthyroides jellyae \| \| \| \| \| \| Euthyroides simplex \| \| \| \| |
|             | Euthyroides episcopalis                                                                                               |
|             | |
|             | Euthyroides jellyae                                                                                                   |
|             | |
|             | Euthyroides simplex                                                                                                   |
|             | |